# Культура (конезавод)

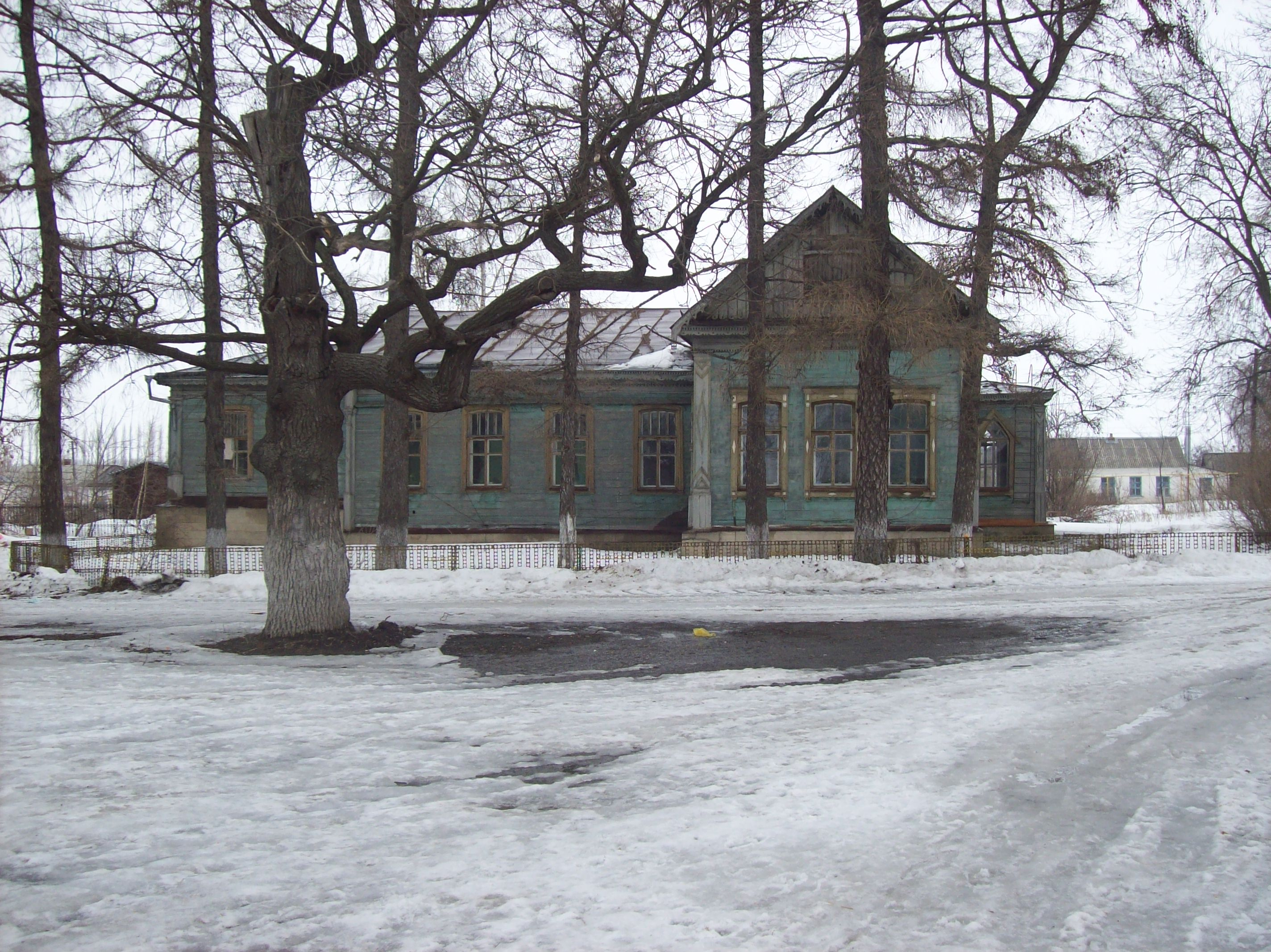
Здание конторы конезавода

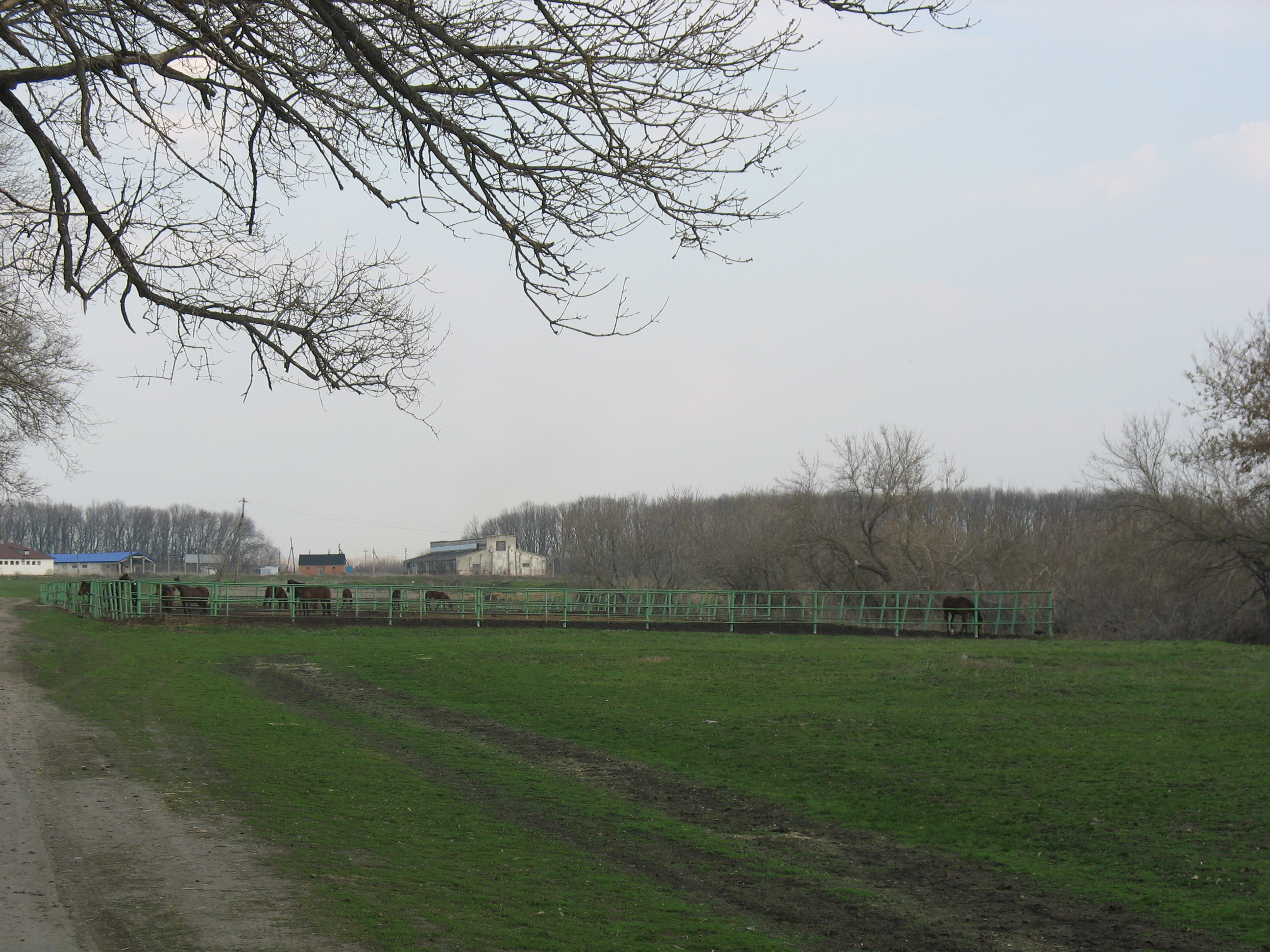
Территория конезавода

«Культура» — конный завод в селе Хлебное Новоусманского района Воронежской области. Объект культурного наследия.

## История
Основан в 1806 году братьями Василием и Яковом Тулиновыми. В 1842 году конный завод перешёл по наследству коллежскому секретарю Василию Яковлевичу Тулинову. По раздельному акту на заводе значилось уже 400 лошадей. Сбыт лошадей производился по большей части московскому купцу Гарденину, который поставлял лошадей на придворную конюшню. После смерти Василия Яковлевича (1884 г.) некоторое время конезаводом управляла его вдова Екатерина Павловна, а через 5 лет он перешёл к племяннице В. Я. Тулинова, баронессе Екатерине Сергеевне фон дер Ропп. 
После революции конезавод был национализирован, и в январе 1922 года исполком Воронежского уезда принял решение о создании в Хлебном животноводческого совхоза конезавода № 11 «Культура», который работал до 2005 года. Далее завод обанкротился, был выкуплен и сейчас принадлежит частному лицу. В части зданий конезавода устроены конюшня и крытый манеж. На этом заводе разводили лошадей русской рысистой породы и «Культура» — родина первого в СССР «безминутного» рысака. Гнедой жеребец Жест первым из отечественных лошадей вошёл в число международной элиты рысаков, пробегающих 1600 метров менее 2 минут. Это было в 1953 году на Одесском ипподроме. Он же являлся абсолютным рекордсменом и на 3200 м — результат 4 мин. 10,4 сек. В 2008 году кобыла Восьмёрка (2004 г.р) выиграла Большой четырёхлетний Воронежский приз (Воронежское дерби). В советское время на заводе числилось по 60-80 человек персонала и до 400 голов лошадей.

## Настоящее[какое?]время
В настоящее время барская усадьба сохранилась практически в первоначальном виде, в её состав входят: несколько прудов, устроенных на реке Суходолке, небольшой старый парк, дом управляющего (начала XX века), господский дом начала XIX века (перестроен под клуб), здание конюшен с зимним манежем и разъездными тамбурами (начала XIX века), служебные и хозяйственные постройки, жилые дома XIX — начала XX веков. Территорию усадьбы с запада и юга ограничивают пруды, с севера — сельская улица. 
После банкротства в 2005 году на базе конезавода остался развлекательный комплекс На 2013 год в «Культуре» содержали 10 племенных маток, одного арендованного жеребца-производителя и 14 голов молодняка разных возрастов. Из них четверо соревнуются на ипподромах. Две лошади в Воронеже и две — в Раменском Московской области.

## Объект культурного наследия
Конный завод как объект культурного наследия включает конюшни (начало XIX века), контору (начало XIX века), служебные корпуса (начало XX века), 3 жилых дома (конец XIX века) и парк с прудом (конец XIX века).